# Гремящий (корвет)
«Гремя́щий» — российский многоцелевой корвет проекта 20385, в составе 114-й бригады кораблей охраны водного района (бухта Ильичёва) Камчатской флотилии разнородных сил ТОФ ВМФ России с базированием в городе Петропавловск-Камчатский.
Получил своё название в честь легендарного эсминца Северного флота времён Великой Отечественной войны, которому за успешные действия на море было присвоено  гвардейское звание, а его командир капитан 1 ранга (в дальнейшем контр-адмирал) Антон Гурин стал Героем Советского Союза.

## История постройки корабля
Заложен на стапеле судостроительного предприятия «Северная верфь» 1 февраля 2012 года (заводской № 1005) по модернизированному проекту 20385, предусматривающему установку на корабле вместо восьми дозвуковых противокорабельных ракет Х-35У «Уран», восемь ячеек УКСК для крылатых ракет «Калибр», «Оникс»,«Циркон».
К 23 июня 2014 года поставлена надстройка из композитного материала. Поставка была осуществлена в строго оговорённые госконтрактом от 27.03.2006 № 253/05/2/К/0546-06 сроки.
По изначальному проекту в качестве главных двигателей предусматривалась установка немецких дизельных агрегатов компании «MTU», но в связи с отказом компании поставить их, на корабль будут установлены дизельные агрегаты ДДА 12 000 производства АО «Коломенский завод». К 17 февраля 2016 года началась подготовка к их монтажу на корвет. К 20 мая 2016 года агрегаты были установлены.
Спущен на воду 30 июня 2017 года.
Изначально планировалось, что после окончания строительства «Гремящий» войдёт в состав Северного флота, но после спуска на воду было объявлено, что корабль войдёт в состав Тихоокеанского флота. Стоимость корвета составит 14-18 млрд рублей.
В начале октября 2017 года экипаж корвета приступил к обучению в Объединённом учебном центре ВМФ России в Санкт-Петербурге.
На 25 октября 2017 года техническая готовность корвета достигла 65%.
В январе 2018 года на корабль было подано штатное электропитание, и начаты швартовные испытания.
В сентябре 2018 года начато заселение экипажа корабля.
На август 2018 года было запланировано начало ходовых испытаний. На октябрь 2018 года запланированы государственные испытания.
На 12 февраля 2019 года техническая готовность корвета достигла 90%. 21 апреля 2019 года вышел в море для проведения заводских ходовых испытаний на полигонах Балтийского флота.
31 октября 2019 года корвет посетили Верховный Главнокомандующий Владимир Путин и министр обороны Сергей Шойгу. 13 ноября корвет прибыл на Беломорскую ВМБ Северного флота для прохождения дальнейших испытаний в Белом море. 9 декабря проведены стрельбы крылатыми ракетами «Калибр» и «Оникс».
Сдача корабля флоту изначально была запланирована на 25 декабря 2019 года, но позже перенесена на следующий год. Планировалось, что корвет пройдёт Северным морским путём на Тихоокеанский флот для завершения государственных испытаний.
Готовился к передаче Тихоокеанскому флоту в августе 2020 года. Позднее сроки были перенесены на конец декабря 2020 года. Поднятие флага и принятие в состав ТОФ ВМФ России состоялось 29 декабря 2020 года. В 2021 году «Гремящий» представлял новейшее поколение кораблей ВМФ в Международном военно-морском салоне в Санкт-Петербурге и в Главном военно-морском параде в честь Дня Военно-Морского Флота.
В августе—ноябре 2021 года «Гремящий» во главе отряда кораблей (в него входили также подводные лодки «Волхов» и «Петропавловск-Камчатский») совершил трехмесячный межфлотский переход из Балтийска во Владивосток. Корабли шли южным путём, через Средиземное море и Суэцкий канал, преодолев Атлантический, Индийский и Тихий океаны, в общей сложности пройдя за 107 суток более 16 000 морских миль. В пути корабль принял участие в учениях с отрядом кораблей Северного флота, успешно выдержал несколько штормов. В декабре 2021 года приступил к несению боевой службы в составе ТОФ.

## Вооружение
По сравнению с базовым проектом 20380 количество ячеек на корвете проекта 20385 для ЗРК «Редут» увеличено до 16, а 8 ПКР  Х-35 «Уран» заменены на 8 ракет «Калибр-НК», «Оникс», «Циркон», из-за этого увеличена наибольшая длина на 2 метра до 106,3 метра, а полное водоизмещение до 2430 тонн.

## Командиры корабля
- капитан 2-го ранга Потапов Олег Валерьевич (2017 — н. в.)[25].